# Keizerrijk Ethiopië
Het keizerrijk Ethiopië (Amhaars: መንግሥተ፡ኢትዮጵያ , Mangista Ityop'p'ya), ook bekend als Abessinië, was een keizerrijk in de Hoorn van Afrika dat bestond van 1270 (begin Salomonsdynastie) tot 1974 toen de monarchie omvergeworpen werd. Als keizerrijk was het een van de oudste zelfstandige landen van de wereld en een van de drie landen in Afrika (Liberia en de Somalische Derwisjstaat waren de andere twee) die de Wedloop om Afrika konden weerstaan en hun onafhankelijkheid bleven behouden toen alle andere gebieden gekoloniseerd werden in de negentiende eeuw.

## Vroege geschiedenis
Er wordt gedacht dat de mensheid ontstaan is in Ethiopië. Samen met Eritrea, Somaliland en het zuidoostelijke deel van de Rode Zeekust van Soedan, wordt dit beschouwd als de meest waarschijnlijke locatie van het land Poent, dat vernoemd werd in de Egyptische cultuur en voor het eerst vermeld werd in de 25e eeuw v.Chr.. Het begin van een staat in dit gebied kwam er in 980 v.Chr., wat ook gebruikt wordt als de legendarische stichtingsdatum van het land. 

### Zagwedynastie
De geschiedenis van het onafhankelijke Abessinië begint met de dood van de laatste koning van Aksum, rond 1137. De Zagwe-dynastie was een dynastie wier macht nooit verder reikte dan de eigen etnische kern. Ze namen wel het christendom van Aksum over en bouwden vele kerken zoals die in Lalibela. De dynastie bestond totdat ze omver geworpen werd door een nieuw regime dat beweerde af te stammen van de koningen van Aksum.

## Salomonsdynastie
In 1270 werd de Zagwedynastie omver geworpen door een koning die beweerde af te stammen van de koningen van Aksum en dus een afstammeling was van koning Salomo. De Salomonsdynastie regeerde tot in de late twintigste eeuw en het is onder deze dynastie dat de meeste moderne geschiedenis van Ethiopië gevormd werd. In de zestiende eeuw voerde het keizerrijk oorlog met het Sultanaat Adal en werd twaalf jaar lang door hen bezet. Door middel van interventie door de Portugezen kon Adal verslagen worden.

## Wedloop om Afrika en modernisering
De jaren 1880 werden gemarkeerd door de Wedloop om Afrika en de modernisering van Ethiopië. Conflicten met Italië resulteerden in de Slag bij Adwa in 1896, waarbij de Ethiopiërs de hele wereld verrasten door de koloniale macht te verslaan en hun onafhankelijkheid te vrijwaren, dit onder de heerschappij van Menelik II. Italië en Ethiopië tekenden een voorlopig vredesverdrag op 26 oktober 1896.

## Italiaanse invasie en WOII
In 1935 vielen de Italianen opnieuw Ethiopië binnen en na een oorlog van zeven maanden, waarin door Italië verboden wapens als o.a. mosterdgas werd gebruikt, werd de Italiaanse overwinning uitgeroepen. De invasie werd veroordeeld door de Volkenbond, maar net zoals bij het Mantsjoerije-incident werd er niets gedaan aan de vijandigheid. Ethiopië werd hierop deel van Italiaans-Oost-Afrika, totdat het land in 1941 werd bevrijd door de geallieerden uit Noord-Afrika. Na de Tweede Wereldoorlog kreeg Ethiopië Eritrea toebedeeld, dat zelfs na het einde van het keizerrijk deel zou uitmaken van het land, tot 1993.

## Opkomst van de Dergue
In 1974 zette de militaire leider van de Dergue (Mengistu Haile Mariam) keizer Haile Selassie af en vestigde een communistische staat. Haile Selassie belandde in de gevangenis en stierf onder verdachte omstandigheden, mogelijk omdat hem medische behandeling geweigerd werd.